# The Best Thing
"The Best Thing" foi o último single tirado do álbum Affirmation da banda australiana Savage Garden.
Lançado em 2001, foi também o último single da dupla, que se separou pouco tempo depois.

## Lançamento
O single foi lançado exclusivamente na Europa e inclui diversas faixas ao vivo, gravadas no Brisbane Entertainment Centre. A capa do CD é a mesma utilizada no compacto de "Chained To You". 
O single foi o décimo consecutivo da banda a estrear no Top 40 da parada britânica, tendo atingido a 35ª posição.

## Videoclipe
O videoclipe da música, divulgado na época, é a performance ao vivo da faixa, que está no show do DVD Superstars and Cannonballs, sendo a canção de abertura de todas as apresentações da turnê.

## Faixas
- Reino Unido

CD single
1. "The Best Thing" – 4:19
2. "Chained to You" – 4:08
3. "Hold Me" (live in Brisbane, May 2000) – 4:52

Cassette
1. "The Best Thing" – 4:19
2. "Hold Me" (live in Brisbane, May 2000) – 4:52

- Europa

Single CD
1. "The Best Thing" (radio edit) – 3:41
2. "Affirmation" (live) – 5:48

Maxi-CD
1. "The Best Thing" (radio edit) – 3:41
2. "Affirmation" (live) – 5:48
3. "I Want You" (live) – 3:50
4. "I Knew I Loved You" (live) – 8:15

## Ligações Externas
- The Best Thing (single) - Rádio UOL